# サルバドール・デ・イトゥルビデ・イ・マルサン

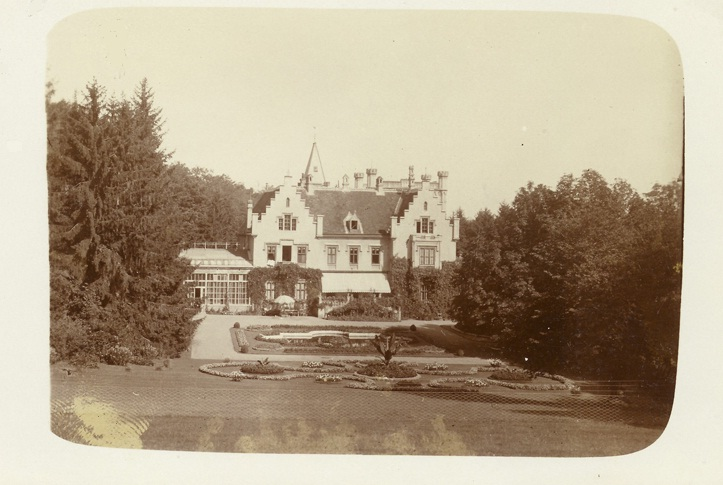
サルバドールが結婚後10年間生活したミコシュドプスタ城、19世紀末撮影

サルバドール・アグスティン・フランシスコ・デ・パウラ・デ・イトゥルビデ・イ・マルサン（Salvador Agustín Francisco de Paula de Iturbide y Marzán, 1849年9月18日 メキシコシティ - 1895年2月26日 アジャクシオ）は、短命に終わったメキシコ第一帝政の皇帝アグスティン・デ・イトゥルビデの孫。従弟のアグスティン・デ・イトゥルビデ・イ・グリーンとともに、メキシコ第二帝政の皇帝マクシミリアンの宮廷に引き取られ、皇帝の養子同然に扱われた。

## 生涯
元メキシコ皇帝アグスティン1世の三男で、在米メキシコ領事館の書記官だったサルバドール・デ・イトゥルビデ・イ・ウアルテと、妻のマリア・デル・ロサリオ・デ・マルサン・イ・ギサソーラの間の一人息子として生まれた。メキシコ帝位を受諾したオーストリア皇弟マクシミリアンは1864年にメキシコ入りすると、多くが国外で生活していたイトゥルビデ家の一族をメキシコ宮廷に呼び戻した。マクシミリアン帝は妻シャルロット皇后との間に子が望めないと悟ると、サルバドールと従弟のアグスティンを養子に迎えたいとイトゥルビデ家に打診した。
サルバドールとアグスティンは、1865年9月16日の皇帝の布告により、終身爵位（vitalicio）のイトゥルビデ公の爵位及び殿下の敬称を授けられ、宮廷の序列において皇帝家に次ぐ席次に位置付けられた。ただしマクシミリアン帝は君主の血筋でないイトゥルビデ家の子息に自分の帝位を継がせるなど論外だと考えており、この養子の縁談は息子をメキシコ帝位継承者として兄に差し出すことを躊躇う弟カール・ルートヴィヒ大公に対する当てつけだった。
サルバドールはシャルロット皇后の伝手でフランスのパリに留学したが、1867年メキシコ第二帝政が瓦解すると、「養父」マクシミリアン帝の故国オーストリア＝ハンガリー（二重帝国）に亡命、マクシミリアン帝の兄のオーストリア皇帝フランツ・ヨーゼフ1世に嘆願してメキシコ帝位の後継者としての体面を保つための年金受給資格を認められた。彼は嘆願を繰り返して年金額を増額させることに成功した。
ウィーンの上流社交界に出入りしていたサルバドールは南アフリカ帰りの若いハンガリー人男爵と友人関係になり、彼の一族の所領のあるミコシュセプラクを訪問した際、友人の親類である男爵令嬢ギーゼラ・ミコシュ・デ・タロードハーザと知り合い、1871年6月21日に結婚した。妻との間には長女マリア・ホセファを始め3人の娘が生まれた。
妻の実家の所有するミコシュドプスタ城で暮らしたが、1881年同城が売却されるとヴェネツィアのヴィラを賃借し、同地ではマドリード公爵のような王族とも交友した。1895年、コルシカ島旅行中に虫垂炎を発症して急死した。

## 引用・脚注
1. ↑  Archivo General de la Nación (Mexico) (1949) (スペイン語). Boletín del Archivo General de la Nación. Archivo General de la Nación
2. ↑    (スペイン語) Decreto Imperial del 16 de Septiembre de 1865, ウィキソースより閲覧。
3. ↑   Digital UANL Imperial Almanac
4. 1 2  José Manuel Villalpando, Alejandro Rosas (2011), Presidentes de México, Grupo Planeta Spain, pp. are not numbered, ISBN 9786070707582
5. ↑  Casa Imperial, Don Salvador